# Brian Lima
Brian Pala Lima (Apia, 25 de enero de 1972) es un exjugador samoano de rugby que se desempeñaba como wing o centro.

## Participaciones en Copas del Mundo
Lima es uno de los dos jugadores en haber disputado cinco Copas Mundiales. Su récord fue igualado el 26 de septiembre de 2015 por el italiano Mauro Bergamasco.
| Mundial                       | Sede       | Resultado        | PJ | Tries |
| ----------------------------- | ---------- | ---------------- | -- | ----- |
| Copa Mundial de Rugby de 1991 | Inglaterra | Cuartos de final | 4  | 2     |
| Copa Mundial de Rugby de 1995 | Sudáfrica  | Cuartos de final | 4  | 2     |
| Copa Mundial de Rugby de 1999 | Gales      | Octavos de final | 4  | 3     |
| Copa Mundial de Rugby de 2003 | Australia  | Primera fase     | 4  | 3     |
| Copa Mundial de Rugby de 2007 | Francia    | Primera fase     | 2  | 0     |